# Acrochordonus chionochloae
Acrochordonus chionochloae är en insektsart som beskrevs av Jennifer M. Cox 1987. Acrochordonus chionochloae ingår i släktet Acrochordonus och familjen ullsköldlöss. Inga underarter finns listade i Catalogue of Life.